# 彼女について知ることのすべて
『彼女について知ることのすべて』（かのじょについてしることのすべて）は、佐藤正午による日本の小説、およびそれを原作とした2012年の日本映画。

## 概要
1995年7月に集英社より出版。1999年1月に文庫化。2007年11月に光文社文庫より再刊。デジタル版が2013年11月1日に集英社より発売。2024年5月に光文社文庫より新装版が発売。

## 書誌情報
- 単行本：1995年7月1日発売、集英社、ISBN 978-4087741544
- 集英社文庫：1999年1月20日発売、ISBN 978-4087470086
- 光文社文庫：2007年11月8日発売、ISBN 978-4334743345
- 光文社文庫【新装版】：2024年5月14日発売、ISBN 9784334103163

電子書籍
- 集英社：2013年11月1日発売

## 映画
2012年5月19日に公開された。監督は井土紀州、主演は笹峯愛と三浦誠己。
平凡な中学校教師が偶然出会った看護師に引き寄せられ、彼女を愛するようになる。ところが彼女は別の男の「鎖」に繋がれているのだった。この三角関係に勝ち目はないのか。あきらめきれない教師は彼女と共謀して鎖を断ち切ろうとする物語。

### あらすじ
遠沢めいは地元を離れ、東京で看護師をしていた。真山光男という陽気で冗談好きの男性患者と知り合い、つきあうようになった。実は彼は定職のないチンピラだった。暴力でメイを支配しようとする。ある男に助けを求めたところ、その男に対する脅迫と傷害のため真山は刑務所に送られた。
めいは逃げるように地元にもどり今は市立病院に勤めている。ある夏の日スーパーで高校の部活の先輩で中学校の教師をしている三千代と再会する。一緒にいた鵜川という同僚とつきあっているらしい。鵜川の親友で競輪選手の杉浦が市立病院に入院していたときナンパされたことがある。三千代はめいをひどく嫌ったが、鵜川はめいのことが気になり、彼女の行きつけの喫茶店で会い、デートをした。
三千代は鵜川と結婚するつもりだったが鵜川の心はめいにうつった。身を引こうとするめいを鵜川が抱きしめ接吻した。めいは彼を自分の部屋に誘い、幸福な日々が始まったように見えた。ところが出所した真山が市立病院にあらわれた。めいを問い詰めて鵜川のことを聞き出し、学校へやってきて俺の女に二度と会うなと凄んだ。
めいは真山に手切金として50万円を渡そうとしたが断られた。一度だけ最後に抱かれて別れようとしたがダメだった。真山は鵜川に、まとまった金が入るなら考えてやる、競輪で八百長をするように杉浦に頼め、と持ちかける。しかし杉浦から断わられる。鵜川は結婚資金として貯めていた100万円を真山に渡し、身を引いた。
秋になった。鵜川とめいは真山に隠れて密会していた。めいは真山が隠し持っていた拳銃を持ち出し、真山を殺そうと相談する。湖に呼び出して殺し、湖底に沈める計画だ。拳銃を手に鵜川は湖で待っていたがめいは来なかった。アパートで、自分の手でめいは真山を殺した。拳銃は二丁あったのだ。
6年の刑期を終えるとすぐ、めいは真山の墓を建てた。月命日にはかならずお参りをしているという。墓地で久しぶりに再会しためいから鵜川は意外な言葉を聞く。「一番大切な人を自分の手で殺してしまった、時間がたてばたつほど真山のことが懐かしい。」「僕たちもうやり直せないのか。」食い下がる鵜川にめいはさようならを告げる。

### キャスト
- 遠沢めい - 笹峯愛
- 鵜川勉 - 三浦誠己
- 真山光男 - 朴昭煕（パク・ソヒ）
- 笠松三千代 - 赤澤ムック
- 稲村京子（弁護士） - 長宗我部陽子
- 杉浦洋一（競輪選手） - 中村憲刀

### スタッフ
- 脚本・監督 - 井土紀州
- 製作 - 重村博文、熊沢芳紀
- 企画 - 梅村宗宏、井土紀州
- プロデューサー - 山口幸彦、竹内宗剛、梅村宗宏
- アソシエイトプロデューサー - 齋藤法義
- ラインプロデューサー - 坂本礼
- 撮影 - 本吉修
- 照明 - 三枝隆之
- 録音 - 中川究矢
- 美術 - 羽賀香織
- 衣装 - 小里幸子
- ヘアメイク - HARU
- 編集 - 蛭田智子
- 音響効果 - 松浦大樹
- 整音 - 若林大記（シンクワイヤ）
- ガンエフェクト - 遊佐和彦（エフ・アンド・ティー）
- 助監督 - 川﨑龍太、小林尚希、山田勝彦
- 撮影助手 - 大坪隆史、伴徹
- 録音助手 -  根本飛鳥
- 衣装助手 - 小海綾美
- ヘアメイク助手 - 丸山智子、邊見由佳理、仁平有香
- 制作助手 - 増田加奈、大西望
- スチール - 中居挙子
- エキストラ担当 - 柴田啓佑
- キャスティング協力 - 佐治幸宏
- 音楽 - 平山準人